# Château de Sonnaz (Savoie)
Pour les articles homonymes, voir Château de Sonnaz.
Le château de Sonnaz est une demeure seigneuriale située dans la commune de Sonnaz en Savoie. Son origine remonterait au Xe siècle, bien que les premières traces écrites de la seigneurie datent du XIIIe siècle.
Propriété privée et fermée au public, il est partiellement inscrit aux Monuments historiques (1979).

## Historique
En 1352, le château passe de la famille de Chabod à la famille de Châtillon, avant d'être apporté en dot en 1368 par Alix de Châtillon à son époux, Amblard Gerbais. À partir de cette date, le château demeure la propriété de la famille Gerbais de Sonnaz, qui l'occupe toujours. En 1681, Sonnaz est érigé en comté en faveur de François-Joseph de Gerbais.
En 1602, la grande salle du château accueille une réunion préparant l’Escalade de Genève.
En 1792, un incendie détruisit une partie du château ainsi que ses archives. Des rénovations importantes furent entreprises en 1860, entraînant la démolition du donjon, d’une tour accolée, et d’une partie du corps de logis. Les pierres récupérées furent réutilisées pour construire trois fermes et des loggias à l’italienne.

## Description
Le château a subi plusieurs transformations au fil des siècles, avec des éléments architecturaux datant des XVe siècle, XVIe et XVIIe siècles. Il comprenait une tour ronde datant du XVIe siècle, une tour carrée, un donjon carré, aujourd’hui disparu et une grande salle.
Le château est actuellement en bon état de conservation. Sa façade principale est ornée de doubles arcades, et des traces de l’ancien pont-levis sont encore visibles. Autrefois entouré de douves, celles-ci ont été comblées au XIXe siècle.